# Villa Rigaux

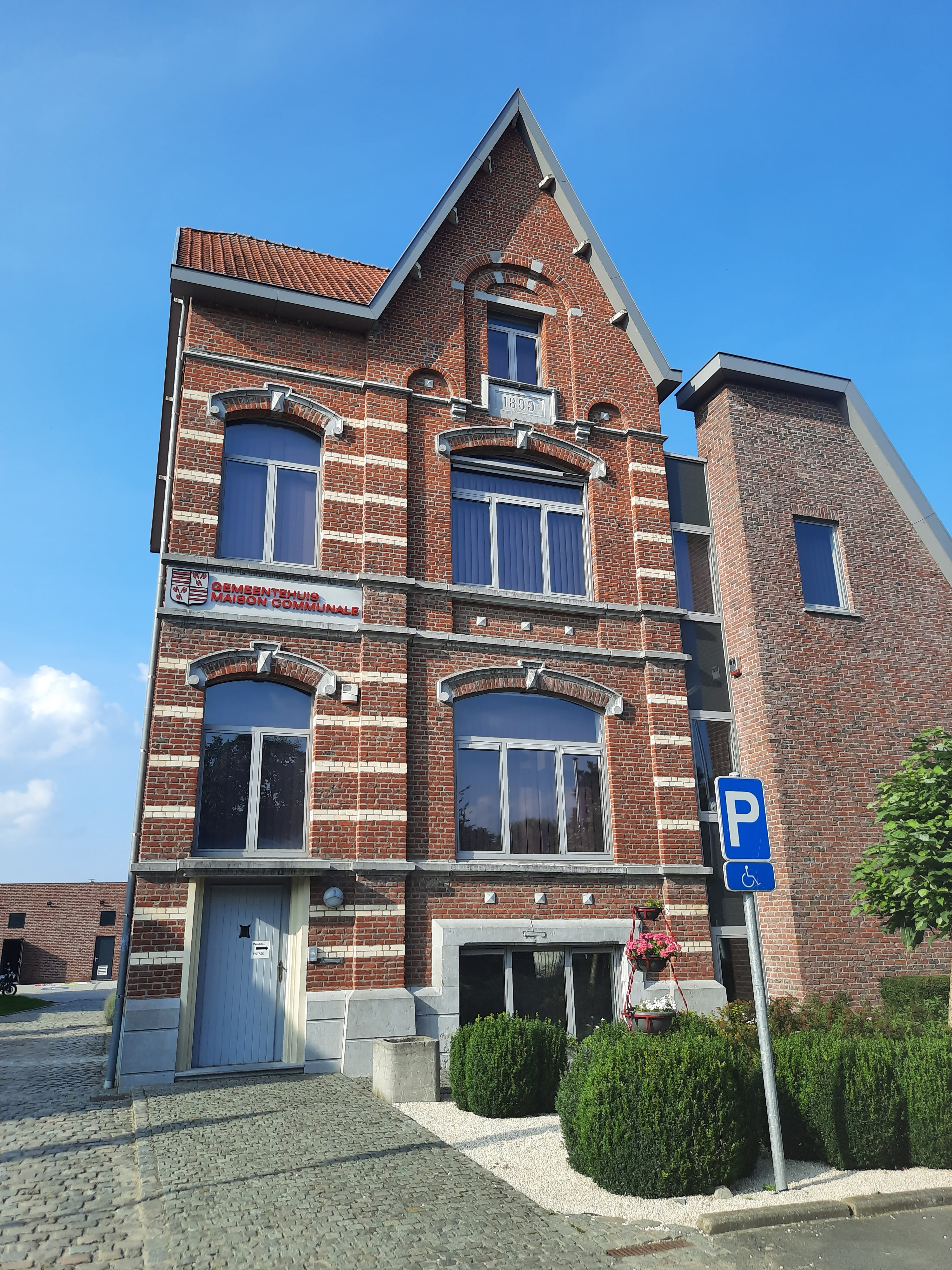
Historische gevel in fin de siècle-stijl

Villa Rigaux is een villa in fin de siècle-stijl uit 1899 in Bever en is tevens het gemeentehuis van de gemeente.

## Historiek
Het oudste gedeelte van het huidige gemeentehuis was eertijds een villa van de familie Rigaux, die een brouwerij aan de overkant van de straat uitbaatte. Het gebouw werd verkocht begin 20ste eeuw en diende als rijkswachtkazerne van Bever. De brigade bestond uit enkele rijkswachters die in Bever woonden, aangevuld met gestrafte rijkswachters die in het verre Bever enkele maanden konden dienen.
Achter het gemeentehuis waren stallingen en bevond zich ook het cachot of de gevangenis. De ijzeren deur met zware hengsels, een kijkluik en een stevig slot is nog duidelijk herkenbaar. Binnen bevinden zich twee cellen die anno 2022 door de voetbalscheidsrechter gebruikt worden als douche en kleedkamer.

Het gebouw werd in 2022 als een van de eerste plaatsen in Bever ontsloten via QRpedia.

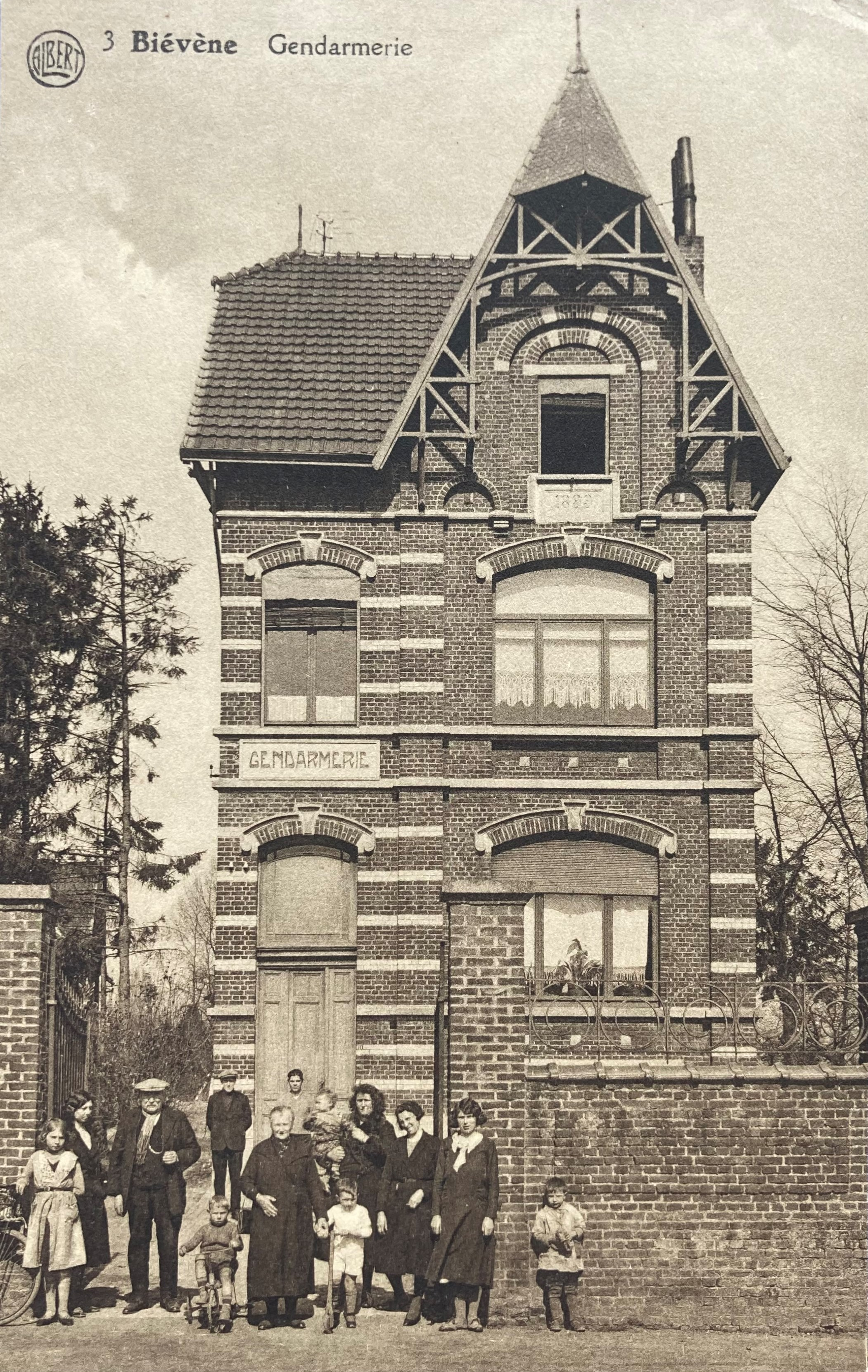
Postkaart, Reeks Albert, jaren dertig. Bron: Collecti Erfgoed Bever (Werner Godfroid)
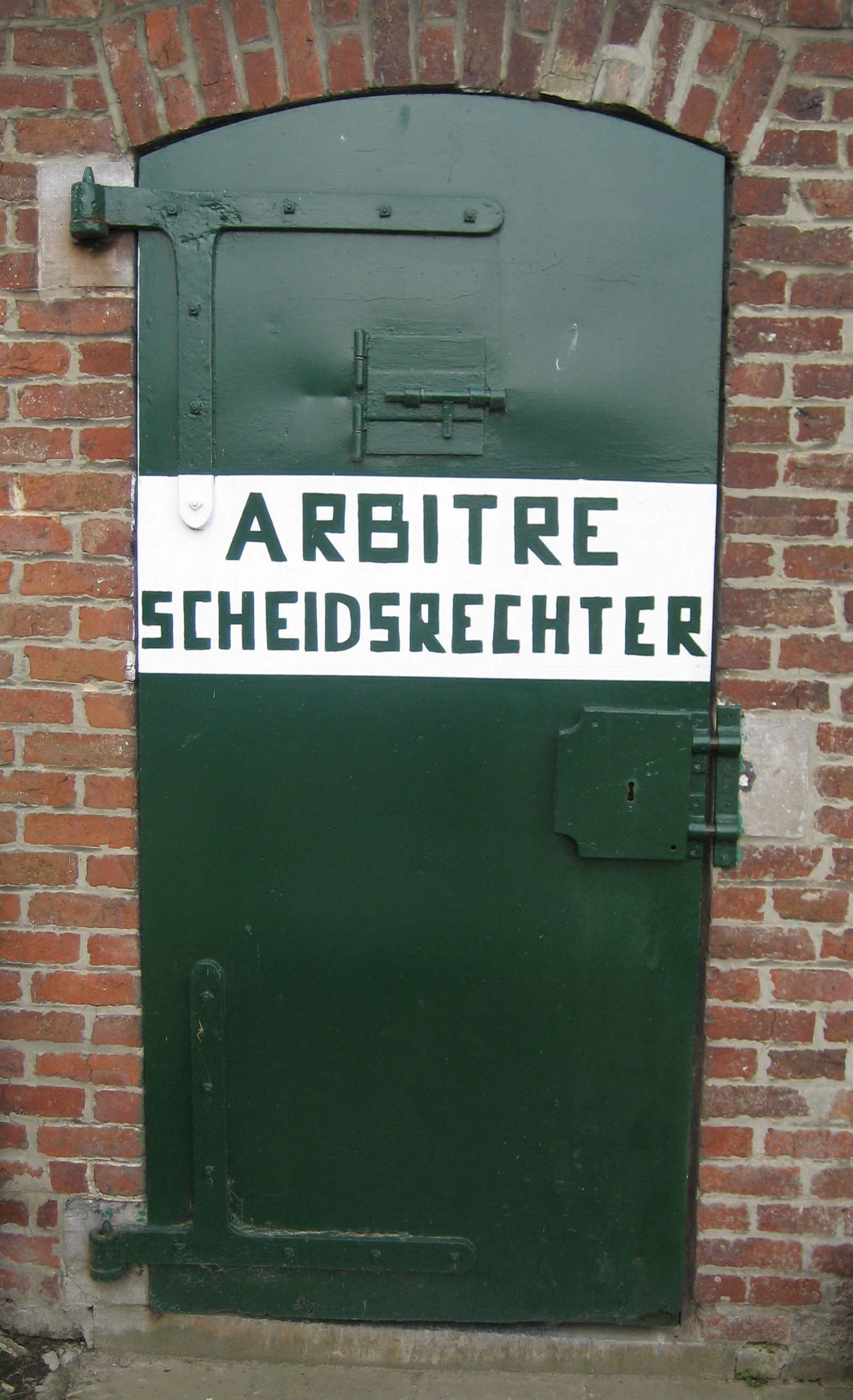
Deur cachot, foto W. Godfroid, 2008
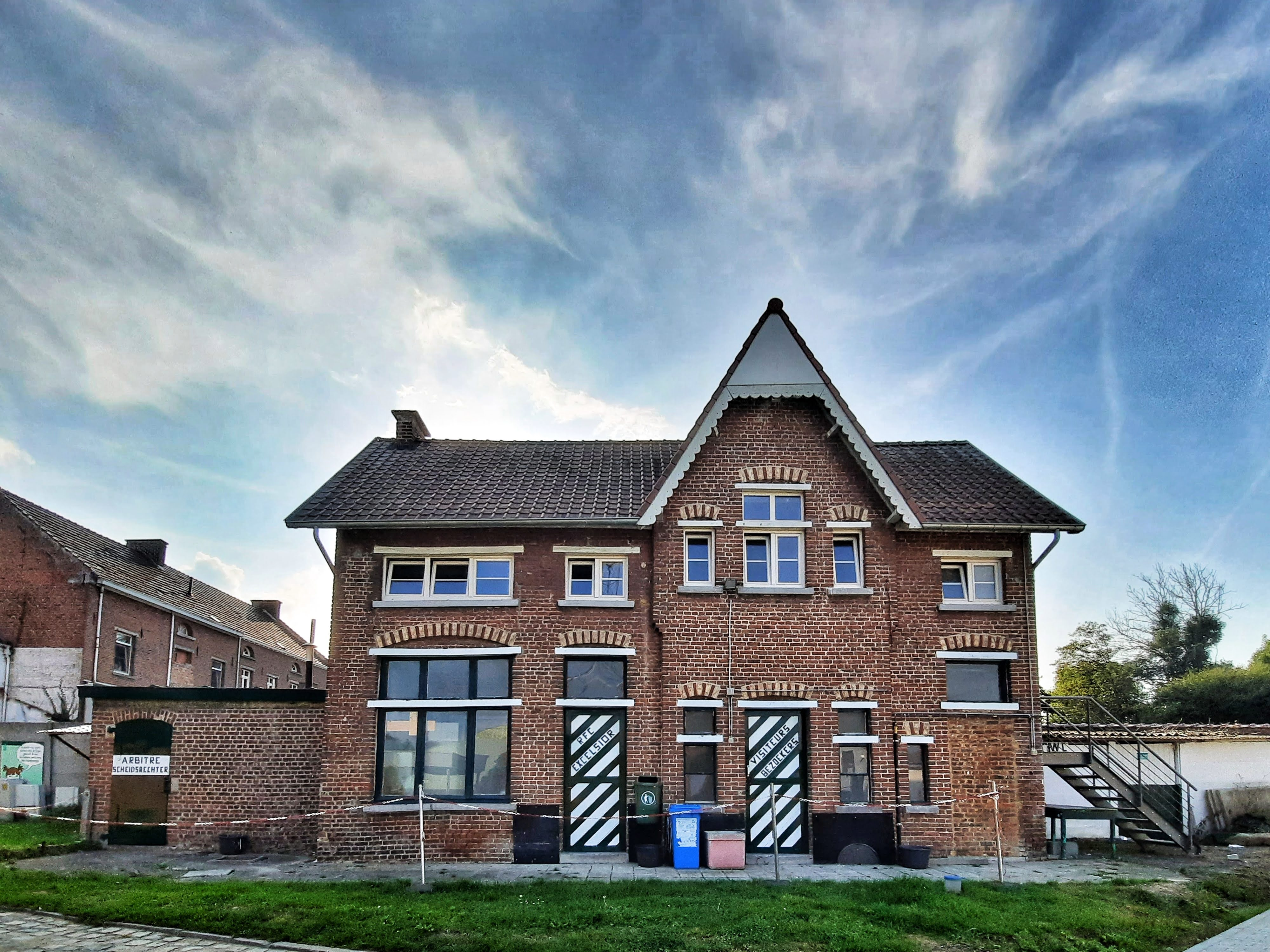
Voormalig stalgebouw en cachot